# Seugy
Seugy ist eine französische Gemeinde mit 1.039 Einwohnern (Stand: 1. Januar 2022) im Département Val-d’Oise in der Region Île-de-France; sie gehört zum Arrondissement Sarcelles und zum Kanton Fosses (bis 2015: Kanton Viarmes). Die Einwohner werden Seugissois bzw. Cacoins genannt.

## Geographie
Seugy liegt etwa 29 Kilometer nordnordöstlich von Paris. Umgeben wird Seugy von den Nachbargemeinden Viarmes im Norden, Westen und Süden sowie Luzarches im Süden und Osten.

## Bevölkerungsentwicklung
| Jahr                      | 1962 | 1968 | 1975 | 1982 | 1990 | 1999 | 2006 | 2013 |
| Einwohner                 | 286  | 321  | 504  | 603  | 762  | 1049 | 1049 | 1015 |
| Quelle: Cassini und INSEE |      |      |      |      |      |      |      |      |

## Sehenswürdigkeiten
- Kirche Saint-Martin aus dem 17. Jahrhundert
- Kapelle Notre-Dame-de-Bon-Secours, 1806 erbaut
- Waschhaus, erbaut 1843

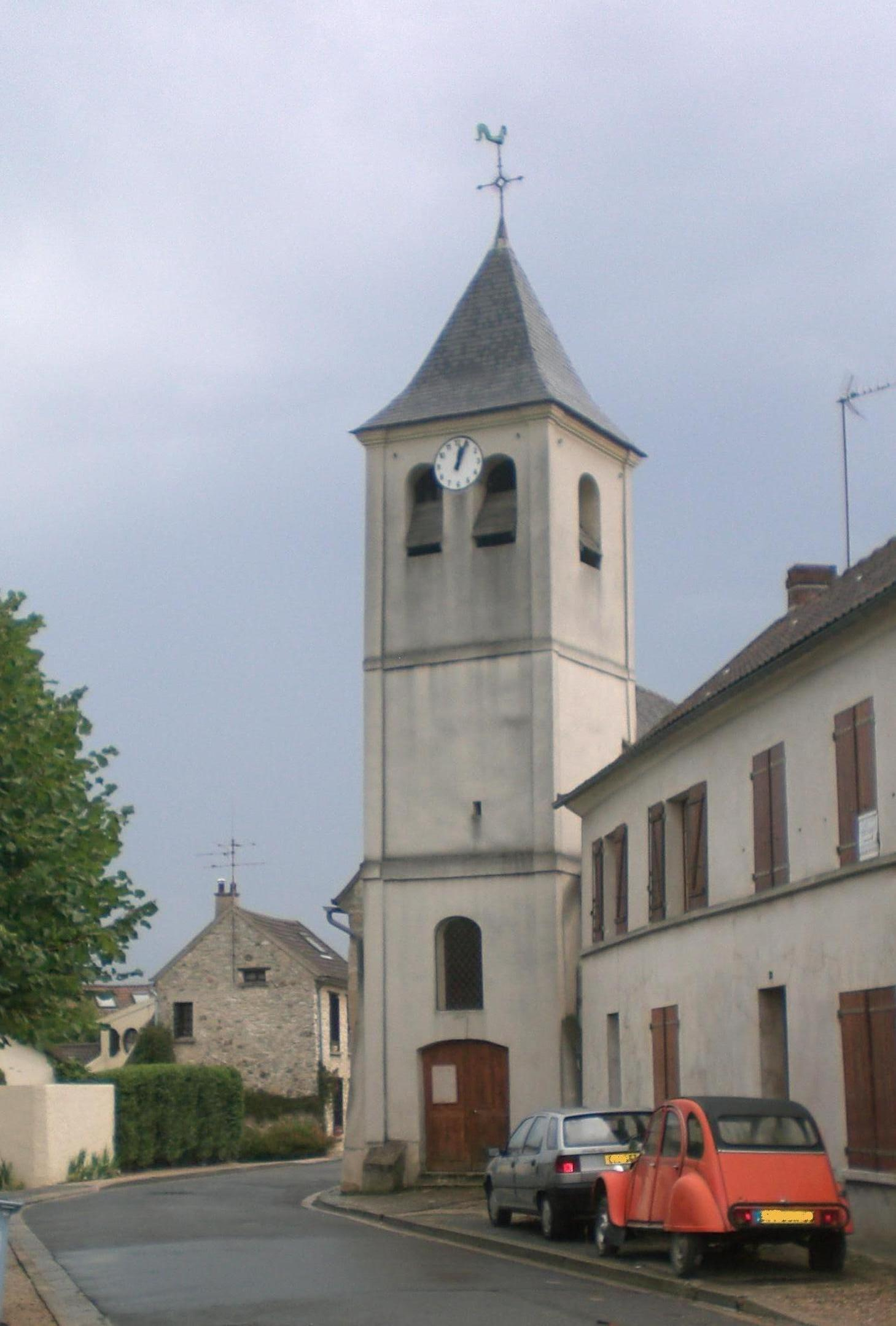
Kirche Saint-Martin
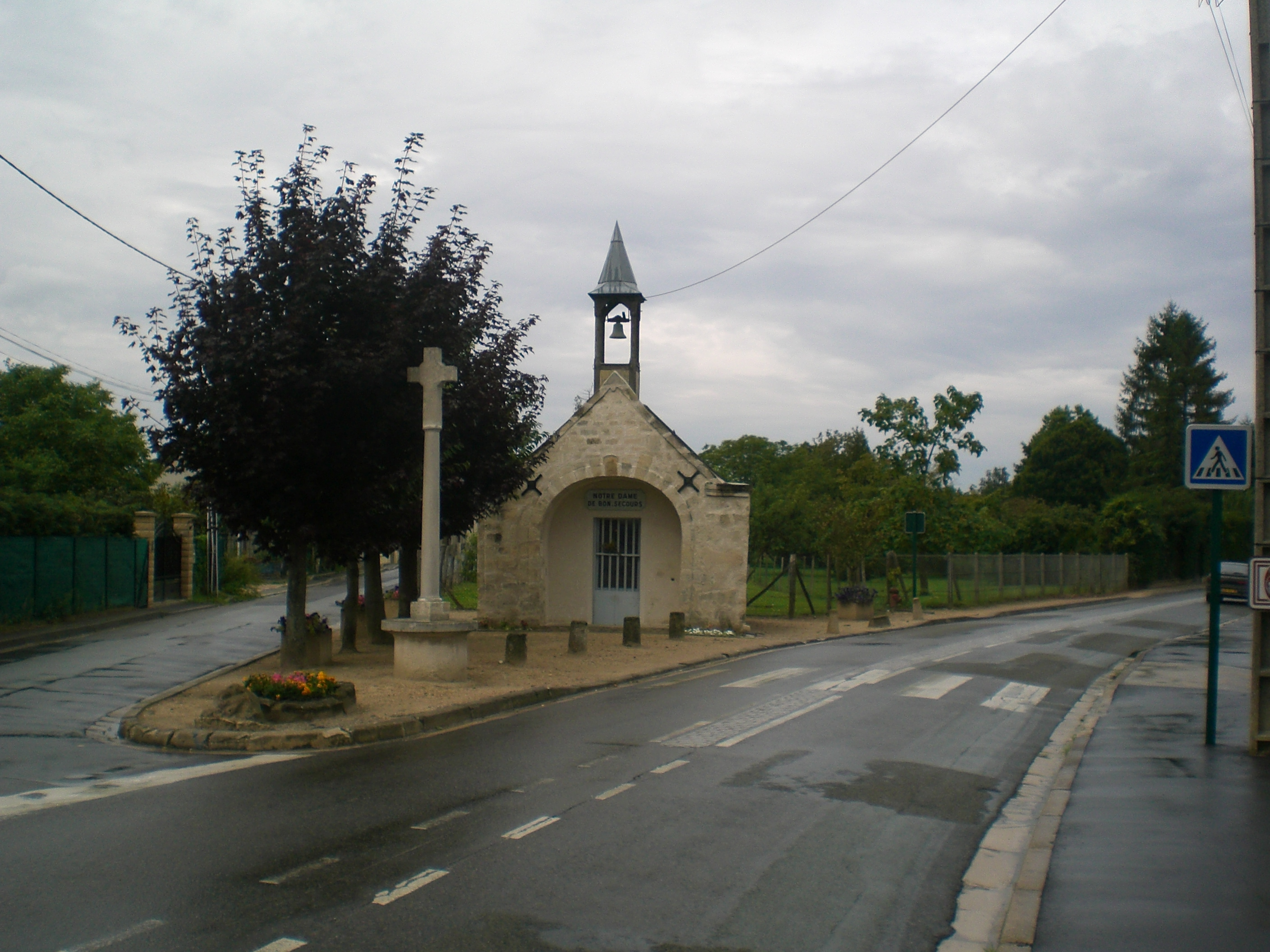
Kapelle Notre-Dame-de-Bon-Secours